# Mayhem (альбом)
Mayhem (с англ. — «Хаос») — седьмой студийный альбом американской певицы Леди Гаги, выход которого состоялся 7 марта 2025 года на лейбле Interscope Records. В поддержку пластинки было выпущено три сингла — «Die With a Smile», «Disease» и «Abracadabra».

## Предыстория
В 2022 году, Леди Гага отправилась в концертный тур «The Chromatica Ball», организованный в поддержку альбома, Chromatica. Во время этого турне появились первые упоминания о предстоящем восьмом альбоме певицы. В марте 2024 певица впервые публично обсудила новую музыку, сказав, что новые песни — «лучшие в [её] памяти». В мае того же года был выпущен концертный фильм Gaga Chromatica Ball, в финале которого прозвучал отрывок неизвестной на тот момент песни певицы. В июне того же года, в Париже Гага включила два сниппета из предстоящего альбома. Позже оказалось, что это были песни «Abracadabra» и «Perfect Celebrity».

## Синглы
«Die With a Smile», поп-баллада, записанная совместно с американским певцом Бруно Марсом, была выпущена 16 августа 2024 года. Изначально песня не планировалась для включения в Mayhem, однако в интервью Los Angeles Times, выпущенном 19 декабря, певица сообщила, что сингл войдёт в треклист альбома и будет играть в нём «важную роль». «Die With a Smile» получила положительные отзывы от критиков и пользовалась международным успехом — песня возглавила национальные чарты более десяти стран мира, включая США и Новую Зеландию. Песня получила две номинации на 67-ю премию «Грэмми» — «Лучшее поп-исполнение дуэтом или группой» и «Песня года».
25 октября Леди Гага представила официальный лид-сингл «Disease». Мрачная танцевальная композиция в стиле электропоп, как и видеоклип на неё, получила признание критиков. «Disease» сумел достичь первой десятки хит-парадов Великобритании и России. В США сингл достиг пика на 27-й строчке.
Певица представила третий сингл из Mayhem «Abracadabra» и видеоклип на него на 67-й премии «Грэмми», которая состоялась 2 февраля 2025 года.

## Список композиций
| №   | Название                                      | Автор(ы) | Продюсер(ы)                                             | Длительность |
| --- | --------------------------------------------- | --- | ------------------------------------------------------- | ------------ |
| 1.  | «Disease»                                     | Стефани Джерманотта Эндрю Уотт [англ.] Генри Уолтер Майкл Полански                                                     | Леди Гага Уотт Cirkut                                   | 3:49         |
| 2.  | «Abracadabra»                                 | Стефани Джерманотта Эндрю Уотт [англ.] Генри Уолтер Джон МакГеоч Пит Эдвард Кларк Стивен Северин Сьюзан Джанет Баллион | Леди Гага Эндрю Уотт [англ.] Cirkut                     | 3:45         |
| 3.  | «Garden of Eden»                              | Стефани Джерманотта Эндрю Уотт [англ.] Генри Уолтер Майк Леви                                                          | Леди Гага Майк Леви Эндрю Уотт [англ.] Cirkut           | 4:00         |
| 4.  | «Perfect Celebrity»                           | Стефани Джерманотта Эндрю Уотт [англ.] Генри Уолтер Майк Леви                                                          | Леди Гага Эндрю Уотт [англ.] Cirkut                     | 4:39         |
| 5.  | «Vanish Into You»                             | Стефани Джерманотта Эндрю Уотт [англ.] Генри Уолтер Майк Полански                                                      | Леди Гага Эндрю Уотт [англ.] Cirkut                     | 4:06         |
| 6.  | «Killah» (совместно с Gesaffelstein)          | Стефани Джерманотта Эндрю Уотт [англ.] Генри Уолтер Майк Леви                                                          | Леди Гага Майк Леви Эндрю Уотт [англ.] Cirkut           | 3:31         |
| 7.  | «Zombieboy»                                   | Стефани Джерманотта Эндрю Уотт [англ.] Генри Уолтер Джеймс Фаунтлерой                                                  | Леди Гага Эндрю Уотт [англ.] Cirkut                     | 3:35         |
| 8.  | «Lovedrug»                                    | Стефани Джерманотта Эндрю Уотт [англ.] Генри Уолтер Майк Полански                                                      | Леди Гага Эндрю Уотт [англ.] Cirkut                     | 3:14         |
| 9.  | «How Bad Do U Want Me»                        | Стефани Джерманотта Эндрю Уотт [англ.] Генри Уолтер Майк Полански                                                      | Леди Гага Эндрю Уотт [англ.] Cirkut                     | 3:59         |
| 10. | «Don't Call Tonight»                          | Стефани Джерманотта Эндрю Уотт [англ.] Генри Уолтер Майк Полански                                                      | Леди Гага Эндрю Уотт [англ.] Cirkut                     | 3:47         |
| 11. | «Shadow of a Man»                             | Стефани Джерманотта Эндрю Уотт [англ.] Генри Уолтер                                                                    | Леди Гага Эндрю Уотт [англ.] Cirkut                     | 3:20         |
| 12. | «The Beast»                                   | Стефани Джерманотта Эндрю Уотт [англ.] Генри Уолтер Майк Полански                                                      | Леди Гага Эндрю Уотт [англ.] Cirkut                     | 3:56         |
| 13. | «Blade of Grass»                              | Стефани Джерманотта Эндрю Уотт [англ.] Генри Уолтер Майк Полански Майк Леви                                            | Леди Гага Майк Леви Эндрю Уотт [англ.]                  | 4:18         |
| 14. | «Die with a Smile» (совместно с Бруно Марсом) | Леди Гага Бруно Марс Дернст Эмиль II Уотт Джеймс Фонтлерой                                                             | Бруно Марс Дернст Эмиль II Леди Гага Эндрю Уотт [англ.] | 4:11         |

## История выпуска
| Регион | Дата         | Формат(ы)                              | Издание(я)   | Лейбл      | Ист.   |
| ------ | ------------ | -------------------------------------- | ------------ | ---------- | ------ |
| Мир    | 7 марта 2025 | Винил CD цифровая дистрибуция стриминг | Стандартное  | Interscope | [ 17 ] |
| Мир    | 7 марта 2025 | Винил CD                               | Эксклюзивное | Interscope | [ 18 ] |